# Martin Neuner
Pour les articles homonymes, voir Neuner.
Martin Neuner (né le 14 décembre 1900 à Partenkirchen, décédé le 2 août 1944) a été un sauteur à ski et spécialiste du combiné nordique allemand. Il est le frère de Karl Neuner.

## Biographie
Il a terminé 9e du saut à ski lors des Jeux olympiques de 1928 à Saint-Moritz. Il termina 6e du slalom aux Championnats du monde de ski alpin 1931.
Il s'occupa des pistes de ski de fond des Jeux olympiques d'hiver de 1936.

## Résultat

### Jeux olympiques
Il a terminé 9e du saut à ski aux Jeux olympiques de 1928.

### Championnat d'Allemagne de combiné nordique
Il a été champion en 1926.

### Championnat d'Allemagne de saut à ski(de)
Il a été champion en 1924.

## Hommage
Les frères Neuner ont une place (Karl und Martin Neuner-Platz) à leurs noms dans la ville de Garmisch-Partenkirchen. Cette place se situe à côté du Große Olympiaschanze.